# Atanasie Trincu
Atanasie Trincu, romunski general, * 24. december 1887, † 25. februar 1966.